# Шокай, Мустафа
Мустафа́ Шока́й ('Чока́й-бей Оглы, Чокаев, Чокай-оглы; каз. Мұстафа Шоқай ( бей Оглы)) (25 декабря 1890, Аулие́-тарангыл, Туркестанский край, Российская империя — 27 декабря 1941, Берлин, Нацистская Германия) — казахский общественный и политический деятель, идеолог борьбы за свободу и независимость Единого Туркестана. С гражданской войны в России и до Второй мировой войны (1921—1941) находился в эмиграции во Франции, в советское время обвинялся в коллаборационизме.

## Начало пути
Мустафа Шокай улы (Чокаев, Чокай) родился 25 декабря 1890 года в казахском ауле Аулие́-тарангыл на реке Сырдарье близ Перовска. Его предки были степными аристократами из рода Кыпчак-Шашты-Бошай. Дед Мустафы был правителем Сырдарьинской области Хивинского ханства, а отец — уважаемым в народе судьёй. В их семье была хорошая библиотека старинных рукописей. По воле отца Мустафа пошёл учиться в русскую школу Перовска, так как знание русского языка стало жизненно необходимым. В 1902 году отец отправил его учиться в Ташкентскую гимназию. Тогда Мустафа впервые услышал имя Керенского. Керенский и Шокай с интервалом в десять лет закончили Первую ташкентскую мужскую гимназию, а позже оба с отличием окончили юридический факультет Санкт-Петербургского университета (1899—1904 и 1910—1914 соответственно). В бурные революционные годы их пути пересеклись.
По окончании Ташкентской гимназии в 1910 году, как лучший ученик, Мустафа был представлен к золотой медали. Узнав об этом, ненавидевший «инородцев» туркестанский генерал-губернатор Самсонов распорядился отдать золотую медаль выпускнику Зепрометову. К чести как своей, так и училища, тот отказался, и Шокай получил свою медаль. Пытаясь сгладить скандал, губернатор предложил Мустафе должность переводчика в своей администрации, но Шокай отказался и уехал в Санкт-Петербург, где поступил на юридический факультет университета.
Когда в 1912 году умер отец Шокая, Мустафа на время вернулся домой по просьбе земляков и замещал должность отца — судьи. Тогда в связи со столыпинской аграрной реформой в Казахстан стали массово переселять крестьян из России; землю для них отбирали у местных казахов, начались земельные споры.

## Деятельность в Петербурге
Во время учёбы он продолжал защищать интересы уже не только земляков, но и всего казахского народа. Ещё 3 июля 1907 года царь Николай II издал Указ о лишении избирательных прав коренных народов Сибири и Средней Азии. Они потеряли своё и так незначительное представительство в Государственной думе России. Но казахские политики и интеллигенция продолжали бороться за интересы своего народа любым путём. Молодого казаха, с отличием окончившего в 1914 году Петроградский университет, заметили. Бывший член Госдумы I созыва кадет Алихан Букейханов рекомендовал его ещё в 1914 году в секретари мусульманской фракции IV Государственной думы России. Позже Шокай должен был баллотироваться в депутаты от Башкирии, но заодно защищать интересы и казахского народа. Уфимский помещик Селимгирей Жантурин сделал Мустафе необходимую дарственную в виде земель и согласился на выдвижение его кандидатуры в Думу. Работая в Думе, Шокай познакомился с видными мусульманскими политическими деятелями России и подружился с Ахмад-Заки Валиди, будущим председателем Башкирской автономии.
В разгар тяжёлой Первой мировой войны 25 июня 1916 года царь Николай II издал указ «О реквизиции инородцев», о привлечении коренного населения Туркестана и Степного края в возрасте от 19 до 43 лет к тыловым работам — рытью окопов, несмотря на то, что коренное население Средней Азии было освобождено от воинской повинности в связи с лишением избирательных прав в 1907 году. Согласно этому указу на работы в прифронтовых районах призывались из Туркестанского края — 250 тыс.чел., из Степного края — 230 тыс. человек. Мобилизация также пришлась на дни священного для мусульман месяца Рамадана (в этот месяц правоверным мусульманам запрещено воевать и конфликтовать), а также в самый разгар сельскохозяйственных работ, что вызвало возмущение всего народа. Началось мощное восстание в Туркестане и Степном крае. В казахских степях бунт возглавил Амангельды Иманов.
В Государственную думу поступили многочисленные протесты. Из Петрограда в Ташкент выехала комиссия Государственной думы, возглавляли которую уже известный всей России успешными политическими процессами адвокат и член Государственной думы А. Ф. Керенский и член Дум всех четырёх созывов Кутлу-Мухаммед Тевкелев. Мустафа Шокай вошёл в неё, как секретарь мусульманской фракции и переводчик. Комиссия изучила проблемы региона. Последовавшие выступления Керенского в Думе с анализом причин восстания туркестанцев против политики царского правительства принесли ему огромную популярность по всей России. Вернувшись в Петроград, Шокай тоже подготовил материалы для выступлений в Думе от мусульманской фракции. Но в стране в результате неудачной войны наступил тяжелый экономический, а затем и политический кризис. Госдума была распущена царём Николаем Вторым, а потом он и сам отрёкся от престола.

## 1917 год
23 февраля 1917 года началась Февральская революция. Власть повсюду стали захватывать Советы рабочих и солдатских депутатов. Только через десять дней появилось переходное Временное правительство России. Оно упразднило пост генерал-губернатора в Закавказье и Туркестане и передало власть комитетам, созданным из депутатов Думы, являвшихся местными уроженцами. Три главные политические партии Кавказа — азербайджанская Мусульманская демократическая партия мусаватистов, армянская Дашнакцутюн и Грузинская социал-демократическая в ответ на признание Временного правительства получили гарантии автономии в рамках будущей федеративной России. В Туркестане такой национальной партии ещё не было ввиду неразвитого сознания коренного населения и жесткого контроля со стороны русской администрации.
С отречением Государя Николая II началась борьба за власть по всей территории Российской империи. Шокай с соратниками уехал из Петрограда домой в Туркестан. С ними в поезде в Ташкент ехали и эмиссары Советов для агитации и установления там своей власти. Охваченный свободолюбивыми помыслами Шокай весной 1917 г. начал издавать в Ташкенте газету «Бирлик туы» («Знамя единства»), где впервые провозгласил идею о независимости всех тюркоязычных народов, а также газету на русском языке «Свободный Туркестан», где пропагандировал демократические идеи.
В апреле Мустафа принял участие в Туркестанском съезде общественных организаций в Ташкенте. Главным на повестке дня был вопрос управления Туркестаном. На съезде был создан Туркестанский Национальный Совет. Председателем Постоянного исполкома был избран 27-летний Мустафа Шокай. Позже он вспоминал: «Я был младше всех по возрасту, и мне было несколько неловко быть председателем. Но сам факт свидетельствовал о малочисленности выходцев из местной интеллигенции. А период был самый ответственный».
21—28 июля 1917 года Мустафа, как делегат от Сырдарьинской области, населённой в основном казахами, принимает участие в Первом Всекиргизском (Всеказахском) съезде в Оренбурге, где главными вопросами стали форма государственного управления, автономия в киргизских областях и наболевший земельный вопрос. На съезде была оформлена первая казахская политическая партия «Алаш». Шокай избирается делегатом и на Всероссийское Учредительное собрание и на Всероссийский съезд мусульман «Шураи-Ислам».
В августе в Петрограде по рекомендации Туркестанского Национального Совета и предложению Керенского, ставшего уже председателем Временного правительства, Мустафа Шокай был также назначен членом Туркестанского комитета Временного правительства, в который входили и бывшие депутаты первой и второй Госдумы Алихан Букейханов и Мухамеджан Тынышпаев.
Осенью в Петрограде, где Временному правительству приходилось считаться с набиравшими силу Советами рабочих и солдатских депутатов, резко усилилась борьба за власть. Пытаясь сместить непослушного Верховного главнокомандующего Лавра Корнилова, требовавшего жестких мер по наведению порядка, нерешительный Керенский, боясь потерять свою власть, приказал вооружить Петросовет. Но получив оружие, большевики сами стали готовить вооруженное восстание. Захват власти большевиками начался с Ташкента 13 сентября 1917 года, а 29 октября город уже был полностью в руках Советов. Было издано постановление об аресте членов Туркестанского комитета уже свергнутого 25 октября в Петрограде Временного правительства.
Мустафа Шокай и его соратники покинули Ташкент и продолжили свою деятельность в Ферганской долине, в Коканде, бывшей столице Кокандского ханства, захваченного Россией всего 40 лет назад и где ещё сохранялись сильные антиимпериалистические настроения. 27 ноября на IV чрезвычайном Всемусульманском съезде, проходившем в Коканде, было объявлено о создании Туркестанской автономии во главе с Туркестанским Временным Советом, который возглавил Мухамеджан Тынышпаев. Министерство иностранных дел возглавил Мустафа Шокай, но вскоре в связи с уходом Тынышпаева из-за внутренних разногласий он стал председателем правительства.

Туркестанская (Кокандская) автономия мыслилась в составе будущей Российской федерации. Во вступительной речи Мустафа Шокай сказал: 
«Построить с ходу полнокровное государство нелегко. Для этого нет ни кадров, ни опыта. И главное — нет армии, чтобы защитить будущую автономию. Как бы ни была ослаблена Россия, она гораздо сильнее нас. С Россией мы должны жить в мире и дружбе. Это диктует сама география. Я не приемлю политику Советов, но верю в разрушительную силу большевиков».
С 5 по 13 декабря, приглашённый уже как глава Туркестанской автономии, Мустафа Шокай принял участие во Втором Общекиргизском съезде в Оренбурге, где была провозглашена казахская Алашская автономия. Он вошёл в состав правительства «Алаш-Орда», председателем которого стал хорошо знакомый Мустафе Алихан Букейханов. В этом правительстве 10 мест из 25 было предоставлено русским и другим нациям. И Алашская автономия тоже предполагалась в составе будущей Российской Федерации. Но Шокаю пришлось срочно вернуться в Туркестан.

## РазгромКокандской автономии
Свергнув Временное правительство в Петрограде в результате вооружённого восстания 25 октября, большевики вынуждены были пойти на проведение чрезвычайно популярных в народе выборов в Всероссийское учредительное собрание России. Но на этих выборах 12 ноября 1917 года большевики получили всего 23,9 % голосов против 40,4 % у правых эсеров. И тогда они после первого же заседания избранного народом Собрания, не получив поддержки и у депутатов, 6 января 1918 года разогнали его. Демонстрация в поддержку Учредительного собрания была расстреляна. Начиналась диктатура пролетариата и красный террор.
В таких условиях Кокандское правительство объявило о намерении созвать 20 марта 1918 года свой парламент на основе всеобщего прямого, равного и тайного голосования. Две трети мест в парламенте предназначались мусульманским депутатам, а одна треть — представителям немусульманского населения. Существование такого парламента должно было стать первым шагом к демократизации Туркестана. К слову, в образованном в то же время в Ташкенте правительстве Туркестанской Советской Республики (ТАССР) из 14 его членов не было ни одного человека из представителей коренных народов. Председатель Совнаркома Туркестанской республики Фёдор Колесов, недавний конторщик на ташкентской железной дороге, заявил: «Невозможно допустить мусульман в верховные органы власти, поскольку позиция местного населения по отношению к нам не определена и, кроме того, они не имеют никакой пролетарской организации».
В январе 1918 года в ответ на предъявленный ультиматум Шокай отказался признать власть Советов. Для уничтожения Туркестанской автономии из Москвы в Ташкент прибыли 11 эшелонов с войсками и артиллерией, в состав отряда вошли красноармейцы ташкентского гарнизона и армянские дашнаки. 6 февраля 1918 года большевики начали штурм Коканда и за три дня полностью разрушили и разграбили древний город. Ответом на разгром и массовый грабеж населения Туркестанской автономии стало мощное национально-освободительное партизанское движение, названное большевиками басмачеством и ликвидированное Советской властью лишь в 1930-е годы. Мустафа Шокай чудом спасся во время разгрома и тайно бежал в Ташкент. Два месяца здесь он проживал нелегально и тогда сошёлся со старой знакомой актрисой Марией Гориной, на которой женился в апреле 1918 г.
Позже Шокай говорил: «Мы называли Советскую власть, установленную в Ташкенте, „врагом нашего народа“. Я не изменил свою точку зрения за последние десять лет». (англ. We called the soviet power then established in Tashkent the «enemy of our people». I have not changed my view on the matter in the last ten years.)
Впоследствии он написал книгу «Туркестан под властью Советов. К характеристике диктатуры пролетариата», в которой он описал своё виденье произошедших событий.

## Гражданская война
Оставаться в Ташкенте было опасно, и по настоянию Гориной 1 мая 1918 года переодетый Мустафа с женой выехали на поезде из Ташкента в Москву, где Марии обещали место в оперном театре. Но состав дальше Актюбинска не пошёл из-за боевых действий на Волге. Мустафа нашёл в уральских степях аул Халиля и Джанши Досмухамедовых, членов правительства «Алаш-Орды», и вновь включился в политическую борьбу.
8 июня в Самаре, захваченной восставшими белочехами, было создано первое антибольшевистское Правительство России, организованное членами Учредительного Собрания, не признавшими его роспуск большевиками. Комитет членов Учредительного собрания (Комуч) создал свою Народную Армию, которая во главе с В. О. Каппелем летом успешно противостояла Красной Армии. В июле Комуч пригласил в Самару представителей «Алашской автономии» во главе с Алиханом Букейхановым и М. Шокаем и заключил с ними военно-политический союз против красных. Однако, дела на фронте пошли хуже, и 23 сентября на совещании в Уфе Комуч был реорганизован во Временное Всероссийское правительство (Уфимская директория). Мустафа вошёл в члены бюро, но поста министра ему, «инородцу», не доверили. А уже 9 октября это правительство перебралось в Омск. С целью объединения всех антисоветских сил под своим началом оно упразднило все казачьи и национальные образования Сибири и Урала, включая Алашскую и Башкирскую автономии.
Опальные лидеры срочно собрались на съезд в Екатеринбурге, чтобы просить помощи у Антанты и даже ехать на переговоры в США, так как Урал и Сибирь входили в американский сектор Антанты. Но именно в этот день, 18 ноября 1918 года, в Омске казачьи офицеры совершили переворот, свергнув Директорию. Временным советом власть передана адмиралу А. В. Колчаку, который был объявлен Верховным правителем России. Колчак приказал арестовать всех бывших членов Директории и подтвердил роспуск «Алаш-Орды» и Башкирского правительства. Шокай с единомышленниками был арестован белочехами и отправлен в Челябинск, откуда ему удалось бежать с туркестанским эсером Вадимом Чайкиным и представителем татарского «Урало-Волжского штата» Ильясом Алкиным.
Диктаторские действия Колчака вызвали недовольство и у демократического крыла белого движения, возглавляемого эсерами. В подобной обстановке лидеры эсеровской партии сделали попытку создать единый антиколчаковский фронт, объединив башкирские и казахские вооруженные силы с демократическим крылом Оренбургского и Уральского казачеств в лице командующего актюбинской группой войск полковника Ф. Е. Махина и атамана первого округа Оренбургского войска полковника К. Л. Каргина. С целью претворить в жизнь этот замысел 1 декабря 1918 года в Оренбурге, в здании Караван-Сарая — резиденции башкирского правительства собрались представители Самарского комитета Учредительного собрания (Комуча). Сюда же прибыл лидер российских эсеров Виктор Чернов, министр иностранных дел Комуча эсер Михаил Веденяпин-Штегеман, руководитель туркестанских эсеров Вадим Чайкин. Казахское движение «Алаш» на этом съезде представлял Мустафа Шокай, а башкирское правительство — Ахмет-Заки Валидов.
Однако о собрании заговорщиков прознал оренбургский атаман А. И. Дутов, примкнувший к Колчаку, и приказал всех арестовать. Шокаю вновь удалось бежать. Его друг со времён Госдумы Ахмет-Заки Валидов вскоре перешёл на сторону Советов, заключив 20 марта 1919 года «Соглашение о создании Советской Башкирской республики». Чокаев позже писал: «Валиди предательски перебросился в сторону большевиков и нанёс всей нашей акции непоправимый моральный и политический удар». У Мустафы такого выбора не было.

## Эмиграция
Москва с Петроградом и Туркестан были в руках Советов, Урал и Сибирь — под властью Колчака. И Шокай направился в Закавказье, где в апреле 1918 года была создана Закавказская Демократическая Федеративная Республика, летом распавшаяся на Азербайджанскую и Грузинскую демократические республики и Республику Армения. Большевики туда ещё не добрались.
Через казахские степи и Каспийское море Мустафе удалось благополучно прибыть в Баку, а затем и в Тифлис, где он прожил с женой два года с весны 1919 года по февраль 1921 года. Бывший премьер Туркестанской автономии и бывший член правительства «Алаш-Орды» обладал важной информацией о событиях в Сибири и Туркестане и большим опытом публициста. Он начал сотрудничать с газетами «Вольный горец» и «Борьба», затем был главным редактором журнала «На рубеже». Но Красная Армия под руководством Орджоникидзе, разбив Добровольческую Армию генерала Деникина, захватила Северный Кавказ, затем Азербайджан, Армению и 16 февраля 1921 года вошла в Тифлис. Демократические республики Закавказья были свергнуты Советами.
Шокаю пришлось эмигрировать в Турцию. В Стамбуле он писал статьи для английской «Таймс» и газет «Yeni Dünya» («Новый мир») и «Шафак» («Şafak»). Потом узнал, что Керенский, тоже бежавший из России, находится в Париже. Он списался с ним и другими знакомыми эмигрантами и, сумев получить французскую визу, летом 1921 года прибыл с женой в Париж, ставший центром белой эмиграции. Работал в газетах «Дни» Керенского и «Последние новости» Милюкова. Жизнь в Париже была трудной, средств к существованию не хватало, и в 1923 году Шокай с Гориной переехали в Ножан-сюр-Марн — южный пригород Парижа. В том же году Шокай выступил перед европейской общественностью с лекцией «Политика России и Туркестанское национальное движение».
С 1926 года Мустафа Шокай — в редколлегии журнала «Прометей», органа Национальной Защиты народов Кавказа, Украины и Туркестана. В 1927 году Мустафа с помощью старого знакомого Ахмет-Заки Валидова, подозрительно «перекинувшегося» обратно из Советской России через Туркестан в Турцию в гущу эмигрантов, организовал в Стамбуле журнал «Жана (Новый) Туркестан» (1927—1931) — политический орган Национальной Защиты Туркестана. С 1929 года наладил в Берлине издание журнала «Яш Туркестан» («Молодой Туркестан») и стал его главным редактором. Журнал просуществовал до начала Второй мировой войны в 1939 году, было выпущено 117 номеров.
Знание ряда европейских языков позволяет Мустафе Шокаю выступать с докладами и аналитическими обзорами в Париже, Лондоне, Стамбуле, Варшаве. Так, например, его доклад, сделанный на собрании комитета «France-Orient» «О современном положении Туркестана», был опубликован в феврале 1930 года в Bulletin Officiel du Comite «France — Orient» (официальный бюллетень комитета «Франция — Восток»). По приглашению Королевского института по международным делам 27 марта 1933 года Мустафа Шокай выступает в Лондоне с докладом «Советский Союз и Восточный Туркестан».
Мустафа Шокай руководил Туркестанским Национальным Объединением (фр. Union Nationale du Turkestan), созданным в Париже, публиковал материалы о политике большевиков в Туркестане на английском, французском, турецком, польском языках в таких ведущих европейских изданиях, как: «The Journal of Royal Central Asian Society», «The Asiatic Review» (Лондон), «Orient et Occident», «La Revue de Prométhée» (Париж), «Wschód» (Варшава) и других. Благодаря разносторонней политической деятельности и большой эрудиции, авторитет Мустафы Шокая в Европе был очень высок, он пользовался поддержкой польских, французских и германских властей, а также различных европейских организаций и институтов.
При этом Мустафа не терял связи с родиной. Он проявлял поразительную осведомлённость о событиях в Казахстане и Туркестане. Так, в июле 1925 года он встречался с казахским певцом Амре Кашаубаевым, прибывшим в Париж для участия в этнографическом концерте ЭКСПО — 25 и передал ему письмо друзьям — алашординцам, а в 1933 году он пытался организовать побег из Соловецкого лагеря системы ГУЛаг одного из лидеров «Алаш-Орды» Миржакипа Дулатова. Но тот, боясь за судьбу семьи, отказался и вскоре умер в лагерном госпитале.
В феврале 1937 года несколько раз встречался с писателем Владимиром Набоковым и консультировал его при написании романа «Дар». Набокову нужны были детали гибели отца главного героя, энтомолога и путешественника К. К. Годунова-Чердынцева. Чокаев в это время работал корректором в газете «Последние новости»

## Шокай инацистская Германия
Такое известное в европейских политических кругах лицо с антисоветскими взглядами привлекает внимание нацистов, у которых были большие планы на Востоке. Пришедший к власти Адольф Гитлер планировал значительное расширение «германского жизненного пространства» за счет территории Советского Союза и осознавал значение антисоветски настроенных национальных кадров. Ещё в 1933 году Шокай был приглашён в Берлин для встречи с доктором Георгом Лейббрандтом, впоследствии руководителем политического отдела Имперского министерства оккупированных восточных территорий. Впоследствии Шокай высказывался за сохранение «тесного контакта с ведомством рейхсляйтера Альфреда Розенберга».
Ещё до войны далеко не все представители центральноазиатской эмиграции относились к Шокаю положительно. Так, Николай хан Йомудский (участник создания Туркестанского легиона) называл Шокая «врагом Германии», выдающим себя за «единственного представителя Туркестана».
К 1939 году нацистами было подготовлено несколько концентрационных лагерей для содержания миллиона будущих советских военнопленных.
В день нападения 22 июня 1941 года нацисты в Париже арестовали многих заметных русских эмигрантов и заключили в замок Компьен. Там же оказался и Шокай. Через три недели его вывезли в Берлин и полтора месяца вели обработку, предлагая возглавить Туркестанский легион, который планировалось набрать из пленных советских тюрков, заключенных в концлагерях. Немцы рассчитывали на авторитет Шокая. Легион должен был частично заменить немецкие части в боях на Восточном фронте против советских войск. Шокай потребовал ознакомить его с условиями содержания узников в этих лагерях и был потрясен нечеловеческими условиями жизни за колючей проволокой. После посещения концлагерей Сувалки, Вустрау и Ченстохова осенью 1941 года Мустафа писал: «Сталин и Гитлер — оба злодеи». Чтобы как-то облегчить участь людей и спасти их жизни, Шокай предложил немецким властям компромисс. Он поставил свои условия:
1. Подготовить кадры для будущего Туркестанского государства в учебных заведениях Германии;
2. Создать из числа своих пленных соотечественников военные формирования, которые должны быть использованы только при подходе к границам Туркестана.
Таким образом он пытался извлечь из возможного сотрудничества с нацизмом хоть какую-то пользу для Туркестана, но получил отказ, так как Гитлера Туркестанский легион не интересовал как равное подразделение. Тогда он написал письмо главе МИДа нацистской Германии группенфюреру СС Иоахиму фон Риббентропу, где были такие строки:

…видя, как представители нации, воспитавшей таких гениев, как Гёте, Фейербах, Бах, Бетховен, Шопенгауэр, обращаются с военнопленными… я не могу принять предложение… возглавить Туркестанский легион и отказываюсь от дальнейшего сотрудничества. Все последствия моего решения я осознаю́.

Последствия наступили быстро. Поняв, что использовать Шокая не удаётся, немецкое руководство решает убрать его. 22 декабря 1941 года Гитлер подписал указ о создании Туркестанского и других национальных легионов. Так что к их созданию Шокай не имеет никакого отношения. Он в это время лежал в берлинском госпитале «Виктория». 27 декабря 1941 года его не стало. В официальном заключении написано, что он «умер от заражения крови на фоне развивающегося сыпного тифа», которым он мог заразиться при посещении концлагерей. Но такие же симптомы могли быть и при отравлении. К тому же в своих воспоминаниях Мария Горина-Чокай упоминала, что Мустафа уже переболел тифом в Туркестане и у него должен был быть иммунитет. В отравлении Шокая упорно подозревали его сподвижника, узбека Вели Каюма, который и возглавил созданный в марте 1942 года Туркестанский легион и, по словам Гориной, вёл роскошный образ жизни. Эта версия поддерживалась советскими спецслужбами, но не имела доказательных подтверждений.
Мустафа Шокай похоронен на турецком мусульманском кладбище (Османидов) в Берлине. На надгробном памятнике чуть ниже даты кончины по воле супруги М. Шокая, Марии Яковлевны, проставлены три латинские буквы и четыре цифры: JOH.15.13. Они указывают на тринадцатый стих пятнадцатой главы Евангелия от Иоанна, который гласит:
Нет больше той любви, как если кто положит душу за друзей своих.

## Оценка Шокая вСоветском Союзе
Активная антисоветская деятельность Мустафы в Турции и Западной Европе не могла не привлечь внимания Сталина. Доказательств покушений ЧК и НКВД на жизнь Шокая, как это было, например, с убийствами белогвардейского атамана Дутова в Китае или опального политического деятеля Троцкого в Мексике, нет. Но достоверно известно, что в 1926 году советские дипломаты приглашали Шокая в Москву. Однако он отказался, опасаясь за свою безопасность.
В том же 1926 году ОГПУ  завело агентурное дело № 145 «Казахский националист-контрреволюционер Чокаев Мустафа». В годы Великой Отечественный войны Шокая, как якобы руководителя антисоветского Туркестанского легиона, объявили предателем, хотя он умер за три месяца до организации легиона, а главой легиона стал узбек Вали Каюм, который был далёк от замыслов Шокая.
На основе дела ОГПУ заместитель начальника управления КГБ Казахской ССР по Кустанайской области Серик Шакибаев в 1972 году публикует книгу «Падение „Большого Туркестана“», где представляет Шокая предателем народа. В начале 2000-х уже другой бывший офицер КГБ СССР Амирхан Бакиров на основе тех же архивов написал книгу о Мустафе Шокае под названием «Операция „Франц“» с критикой такой оценки его деятельности. Книга была издана в Турции, где Шокай необычайно популярен.
В год развала Советского Союза вышла книга Павла Белана «Правда о „Гростуркестане“ и Туркестанском легионе»: История Казахстана: белые пятна", где повторяется версия о непосредственном и значительном участии Шокая в создании легиона. Шокай был упомянут в книге Сергея Чуева «Проклятые солдаты. Предатели на стороне III рейха», вышедшей в Москве в 2004 году.

## Избранные труды
- Moustapha Tchokai. «Chez les Soviets en Asie Centrale», Paris, 1928.
- Mustafa Chokay. «The Basmachi Movement in Turkestan», «The Asiatic Review», vol.XXIV, 1928.
- Moustapha Tchokai-oghly: «Turkestan pod vlast’yu Sovetov», Paris, 1935.
- Mustafa Chokay oglu: «1917 — INCI YIL HATIRA PARCHALARI» , Paris — Berlin, 1937.
- Мустафа Чокай-оглы. «Туркестан под властью Советов (к характеристике диктатуры пролетариата)», Алматы, «Айкап», 1993.
- М. Шокай. «Избранное» (в 2-х томах, на казахском языке), Алматы, Кайнар, 1998.
- Мустафа Чокаев. «Революция в Туркестане. Февральская эпоха». — «Вопросы истории», 2001 , № 2.
- Чокаев М. «Национальное движение в Средней Азии». В кн.: «Гражданская война в России: события, мнения, оценки». М. 2002.
- Чокаев М. Против одной "научной" лжи (К 14-й годовщине Кокандской автономии) (окончание)
- Собрание сочинений в 3 томах (на казахском языке). Алматы, Кайнар, 2007.

Многочисленные статьи Шокая, написанные и опубликованные им в газетах Закавказья, Турции и Западной Европы на турецком, французском, английском, немецком, до сих пор не переведены на казахский и русский языки и ждут своего исследователя.
В 2013 году в Казахстане начало издаваться 12-томное собрание сочинений, трудов и писем Мустафы Шокая.

## Память
- 1996 — В Алматы основан фонд Мустафы Шокая. С 1998 года фонд возобновил издание журнала «Жас Туркистан»[12].
- 1998 — На центральной площади посёлка и ЖД-станции Шиели Кызылординской области установлен памятник Шокаю[22].
- 2000 — В Казахстане издана документальная книга Амирхана Бакирова «Операция „Франц“», Кызылорда, 2000.
- 2001 — В Казахстане переведены и изданы мемуары Марии Чокай: «Я Вам пишу из Ножана» (Воспоминания, письма, документы, 1958), Алматы, «Кайнар»[23].
- 2001 — В Ножан-сюр-Марне в сквере Лафонтен у дома № 7, где 18 лет жил Мустафа Шокай, установлен памятник-стела[24].
- 2003 — На «Казахфильме» вышел док. фильм «Зар, или Отлучённые от Родины» (реж. — С. Махметова и О. Рымжанов, сценарий Б. Садыковой).
- 2006 — Именем Мустафы Шокая названы улицы в Кызылорде и Алматы.
- 2007 — Журнал «Континент» (Алматы) опубликовал статью Б. Садыковой «Памяти туркестанских джадидов (Мустафа Чокай)»[25].
- 2008 — В парижском пригороде Ножан-сюр-Марн открыта мемориальная доска в память Шокая[26]
- 2010 — К 120-летию политика в Париже установлен памятник Мустафе Шокаю[27].
- 2011 — Вышел документальный фильм «Дорогами Мустафы Шокая», (реж. К. Бегманов)[28][29].
- 2015 — На малой родине Шокая в селе Сулутобе Шиелийского района Кызылординской области был установлен бюст знаменитого земляка[30].
- 2017 — В Кызылорде установлен бронзовый 12-метровый памятник Мустафе Шокаю работы скульптора Кошера Байгазиева[31].

## Киновоплощения
- 2008 — Мустафа Шокай — Азиз Бейшеналиев
- 2018 — Амре — Еркебулан Дайыров
- 2018 — Тар заман — Жулдызбек Жуманбай